# Mathilde (Quedlinburg)
Mathilde (* Anfang 955; † 7./8. Februar 999) war von 966 bis zu ihrem Tod die erste Äbtissin auf dem Stiftsberg in Quedlinburg. Sie trug schon als junges Mädchen die Verantwortung für eine der wichtigsten Städte des Reiches und trug zur großen Bedeutung Quedlinburgs bei. Die Äbtissin wird, besonders im Bistum Magdeburg, als Selige verehrt.

## Leben
Mathilde ging als einzige Tochter aus der Ehe von Kaiser Otto I. und der Kaiserin Adelheid, die die Tochter des burgundischen Königs Rudolf II. war, hervor.
Bereits mit elf Jahren übernahm sie das Amt ihrer Großmutter, der Heiligen Mathilde, und wurde 966 im Beisein ihres Vaters und aller Bischöfe und Erzbischöfe des Reiches zur Äbtissin geweiht. Durch diese Weihe hob sich Mathilde stark von dem gewöhnlichen Weihezeremoniell ab, das üblicherweise nur von einem Bischof vollzogen wurde. Papst Johannes XIII. bestätigte die Weihe im April 967. Vom Tod ihrer Großmutter am 14. März 968, die nicht nur zur Namensgebung, sondern auch zur Erziehung der jungen Mathilde beitrug, bis zur Rückkehr ihres Vaters aus Italien Ende 972 war sie für fast vier Jahre die einzige Repräsentantin des Kaiserhauses nördlich der Alpen. Nach dem Tod der Königin Mathilde kann die Äbtissin zum engsten Kreis der politischen Berater ihres Bruders Otto II. und ihres Neffen Otto III. gezählt werden. Mathilde übernahm damit schon als junges Mädchen die Führung des Damenstifts zu Quedlinburg und war für Frauen jeden Alters verantwortlich.
Zur Vorbereitung auf die damit verbundenen Aufgaben und als eine Art Handbuch zum Herrschen widmete Widukind von Corvey der dreizehnjährigen Mathilde seine Sachsengeschichte. In dieser lobt er die Weisheit der Äbtissin und nennt sie Gebieterin von ganz Europa.
Die politische Rolle der Äbtissin war vor allem zu den Zeiten ihres Bruders und ihres Neffen stark ausgeprägt. Die Begleitung ihres Bruders nach Rom im Jahre 981 zeigt, für wie bedeutend ihre Anwesenheit zur Repräsentation der Herrschaft des ottonischen Hauses gehalten wurde. Otto III. vertraute ihr während seines zweiten Italienzugs im Jahre 997 sogar die Stellvertretung im Reich an. Ebendieser hatte der Äbtissin zuvor im Jahr 994 das Markt-, Münz- und Zollprivileg für Quedlinburg zugesichert. Dadurch machte Mathilde nicht nur mehr Einnahmen, sondern es zog auch mehr Pilger zum Marktplatz unterhalb des Stiftbergs an, sodass Quedlinburg einen wirtschaftlichen Aufstieg erfuhr.
Im Jahre 998 kam die Äbtissin mit den einflussreichsten Männern des Reiches auf dem Hoftag in Derenburg zusammen, auf dem sie als Vertreterin des ottonischen Königs die Leitung der Versammlung übernahm, Ämter neu besetzte und Recht sprach. Im Hinblick auf diese Repräsentationsaufgaben, durch die Mathilde der Stadt Quedlinburg dazu verhalf, eine der bedeutendsten Städte des Reiches zu werden, wurde sie auch als domina imperialis bezeichnet. Otto III. gab seiner Tante – in Anlehnung an den Patricius-Titel – den Titel matricia, der auf ihrer Grabinschrift gefunden werden kann.
Mathilde verstarb im Februar 999 mit 44 Jahren auf dem Gipfel ihrer Macht. Nach ihrem Tod wurde sie an der Seite ihrer Großmutter in der Stiftskirche zu Quedlinburg beigesetzt.
Mathilde von Quedlinburg zeichnete sich nicht nur durch ihre Fähigkeiten als Herrscherin des Reiches aus, sondern ihr wird auch die Fürsorge für die Toten-Memoria der Ottonen nachgesagt.

## Filme
- Mathilde von Quedlinburg – Vom Mädchen zur Machtfrau. Buch und Regie: Gabriele Rose. Erstsendung am 18. August 2013 im MDR im Rahmen der Reihe „Geschichte Mitteldeutschlands“.

| Vorgängerin | Amt                              | Nachfolgerin |
| ----------- | -------------------------------- | ------------ |
| —           | Äbtissin von Quedlinburg 966–999 | Adelheid I.  |

| Personendaten    | Personendaten                                    |
| ---------------- | ------------------------------------------------ |
| NAME             | Mathilde                                         |
| KURZBESCHREIBUNG | erste Äbtissin auf dem Stiftsberg in Quedlinburg |
| GEBURTSDATUM     | 955                                              |
| STERBEDATUM      | 7. Februar 999 oder 8. Februar 999               |
| STERBEORT        | Quedlinburg                                      |